# Las Joyas, Querétaro Arteaga
Las Joyas är en ort i Mexiko.   Den ligger i kommunen Cadereyta de Montes och delstaten Querétaro Arteaga, i den centrala delen av landet, 180 km norr om huvudstaden Mexico City. Las Joyas ligger 1 657 meter över havet och antalet invånare är 143.
Terrängen runt Las Joyas är kuperad åt sydväst, men åt nordost är den bergig. Runt Las Joyas är det ganska glesbefolkat, med 22 invånare per kvadratkilometer. Närmaste större samhälle är Pacula, 16,2 km öster om Las Joyas. I omgivningarna runt Las Joyas växer huvudsakligen savannskog.